# Elassoma boehlkei
Elassoma boehlkei är en fiskart som beskrevs av Rohde och Arndt, 1987. Elassoma boehlkei ingår i släktet Elassoma och familjen Elassomatidae. IUCN kategoriserar arten globalt som nära hotad. Inga underarter finns listade i Catalogue of Life.